# Córki dancingu
Córki dancingu es una película de terror musical polaca de 2015 dirigida por Agnieszka Smoczyńska. Habla de dos sirenas que emergen de las aguas y actúan en una discoteca. Una se enamora de un hombre y le entrega la cola, pero pierde la voz en el proceso. La historia es una reelaboración del cuento de hadas "La sirenita" de 1837 de Hans Christian Andersen, inspirada en las experiencias de Smoczyńska. Después de un estreno en Polonia, la película se proyectó en el Festival de Cine de Sundance y el Festival Internacional de Cine Fantasia de 2016 con críticas positivas.

## Reparto
- Marta Mazurek como Silver
- Michalina Olszańska como Golden
- Kinga Preis como Cantante del nightclub
- Jakub Gierszał como Bajista
- Andrzej Konopka como Baterista
- Zygmunt Malanowicz como Gerente de la casa
- Magdalena Cielecka como Divine Furs
- Katarzyna Herman como Teniente de la milicia
- Marcin Kowalczyk como The Triton
- Kaya Kołodziejczyk coml Crystal

## Producción

### Guion

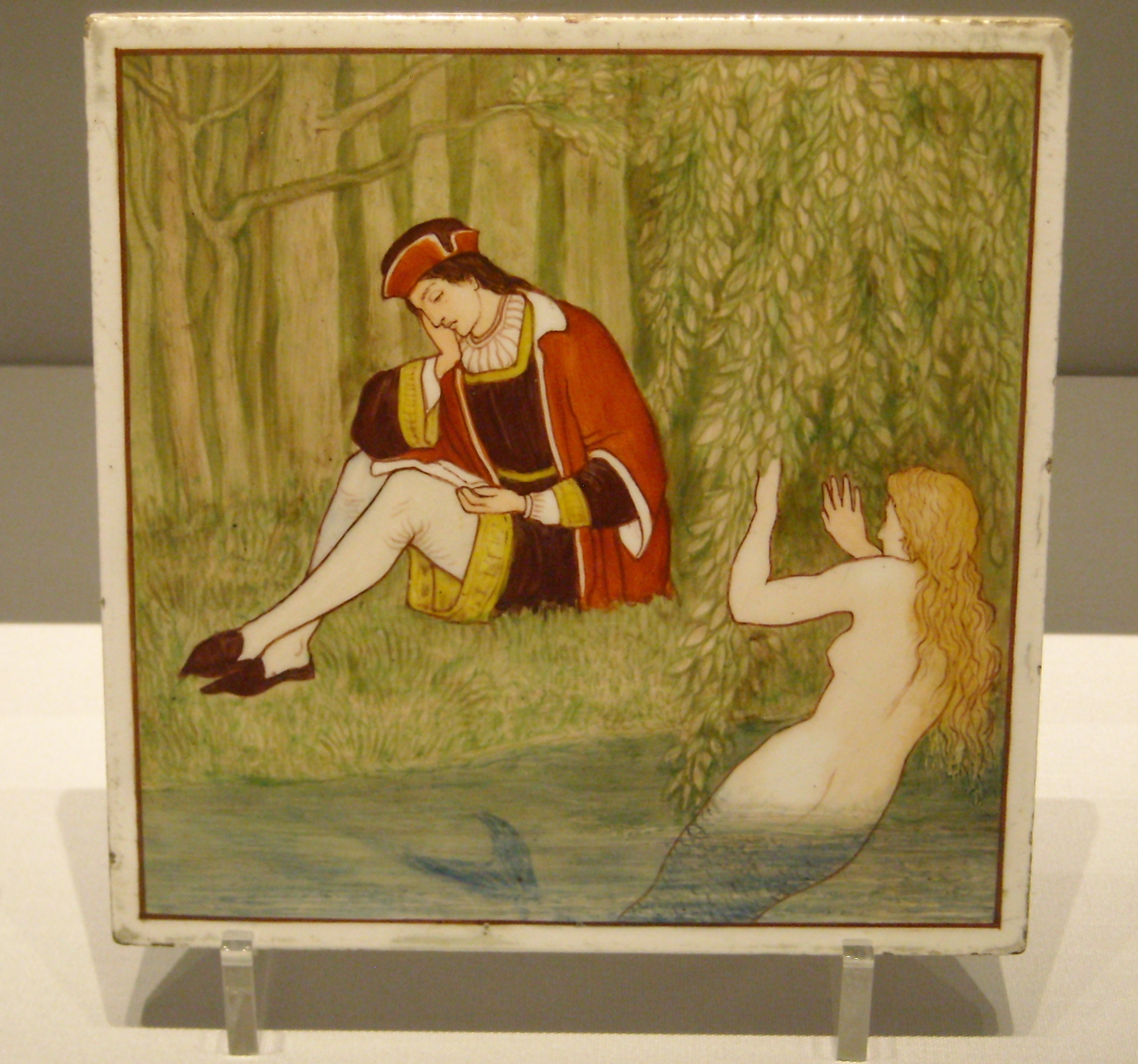
La sirenita de Hans Christian Andersen influyó en la historia.

La directora Agnieszka Smoczyńska calificó la película como una "historia de coming-of-age", haciéndose eco de su propia juventud. Recordó que su madre regentaba un club nocturno, donde tuvo su "primer trago de vodka, su primer cigarrillo, su primera decepción sexual y su primer sentimiento importante por un chico". Las sirenas eran una abstracción que le permitía contar su historia sin revelar demasiado de sí misma. El guionista Robert Bolesto quiso escribir una historia basada en dos amigos suyos que frecuentaban discotecas en los años 1980, que entusiasmó a Smoczyńska y resonó en su propia infancia.
Smoczyńska también quería que la película fuera un recuento de "La sirenita" de Hans Christian Andersen, y desarrolló su idea de las sirenas a partir de cuentos de los siglos XIV al XVI que las describían como hermanas de los dragones y, por lo tanto, las hacían en parte monstruosas. Ella inventó su necesidad de alimentarse de corazones humanos y esa propensión a atacar la laringe de sus víctimas.

### Temas
Smoczyńska comparó a las sirenas con inmigrantes, abusados por los lugareños (utilizados en la industria del sexo) en su camino hacia su verdadero objetivo: Estados Unidos. Añadió que representan la inocencia, pero su olor y baba recuerdan a las niñas madurando, "menstrúan, ovulan, sus cuerpos empiezan a oler y a sentirse diferentes". David Ehrlich de IndieWire, señalando que los "cuerpos de las sirenas son una fuente de fascinación constante", dijo que "The Lure se está divirtiendo con la cosificación chauvinista; la película tiene la divertida costumbre de criticar la tonta retórica misógina aplicándola literalmente."

## Estreno
Córki dancingu se lanzó en Polonia el 25 de diciembre de 2015. Córki dancingu se proyectó más tarde en la sección World Cinema Dramatic Competition del Festival de Cine de Sundance de 2016 y luego en el Festival Internacional de Cine Fantasia.
En 2016, el distribuidor estadounidense de cine artístico Janus Films adquirió los derechos de distribución en Norteamérica de Córki dancingu, para un estreno limitado a partir del 1 de febrero de 2017. Posteriormente, The Criterion Collection lo eligió para su lanzamiento en DVD y Blu-ray en la Región A.